# فریدون سه پسر داشت
فریدون سه پسر داشت، رمانی از نویسنده معاصر عباس معروفی است. این کتاب اولین رمان عباس معروفی است که توسط وی به صورت رایگان بر روی اینترنت انتشار یافته‌است. نسخه‌های چاپ شده از روی نسخه اینترنتی هم به صورت زیرزمینی و محدود در تهران منتشر شده‌است.

## داستان
همان‌طور که در ابتدای کتاب، نویسنده به واقعی بودن نام افراد و وقایع اشاره می کند، قصه داستان بر اساس سرگذشت واقعی یکی از مبارزان سیاسی به نام مجید امانی نگاشته شده‌است. این رمان به حوادث انقلاب سال ۵۷ و درگیری و کشتار مبارزان سیاسی در سال‌های قبل و بعد از انقلاب می‌پردازد. در واقع معروفی از استبداد و کشتار سیاسیون و روشنفکران انتقاد می‌کند.۹۰

## عناصر داستان
پیرنگ داستان، اضمحلال خانواده امانی است که از زبان مجید، یکی از پسران خانواده روایت می‌شود. زاویه دید راوی در داستان، از اول شخص به سوم شخص محدود تغییر می‌کند. مجید از کمونیست‌های فعال در دوران انقلاب است که تبعید شده‌است و به خاطر اختلالات روانی در یکی از آسایشگاه‌های آلمان بستری است. خواننده بین گذشته و حال مجید، در رفت و آمد است. مرز تخیل و واقعیت در داستان به‌هم ریخته‌است و خواننده نمی‌تواند تشخیص دهد وقایعی که نقل می‌شود، واقعی است یا زاده خیال مجید.

## ساختار کتاب
کتاب در چهار فصل روایت می‌شود که هر فصل یک پاره‌روایت از زندگی برادرها، پدر، مادر و خواهر مجید است.

## انتشار
فریدون سه پسر داشت در فرایند ممیزی با اصلاحات فراوانی مواجه شد و از این رو معروفی آن را رایگان در اینترنت منتشر کرد. البته نسخه کاغذی این کتاب نیز در سال ۲۰۰۴ میلادی توسط انتشارات گردون در آلمان منتشر شد. این کتاب در سال ۲۰۱۶ میلادی به آلمانی ترجمه شد و مورد توجه منتقدان ادبی این کشور قرار گرفت.